# Norðradalur
Norðradalur este un oraș din Insulele Faroe.